# Glauco Sansovini
Glauco Sansovini (ur. 20 maja 1938 w Rocca San Casciano, zm. 21 maja 2019 w Borgo Maggiore) – sanmaryński polityk, kapitan regent San Marino od 1 kwietnia 2010 do 1 października 2010.

## Życiorys
Glauco Sanosovini przez 44 lata pracował w sektorze prywatnym, zajmując się logistyką i dystrybucją. W 2000 przeszedł na emeryturę i zaangażował się w działalność polityczną. W marcu 2001 wraz z grupą obywateli był współzałożycielem Sanmaryńskiego Sojuszu Narodowego (ANS). W czerwcu tego samego roku z jego ramienia dostał się po raz pierwszy do Wielkiej Rady Generalnej. W wyborach w 2006 oraz w 2008 uzyskał reelekcję. Pełnił funkcję przewodniczącego grupy San Marino w Unii Międzyparlamentarnej.
17 marca 2010 został wybrany przez parlament na stanowisko kapitana regenta San Marino, urząd razem z Markiem Contim objął 1 kwietnia 2010 na okres 6 miesięcy. Był żonaty, miał troje dzieci.